# Alberto Patishtán Gómez
Alberto Patishtán Gómez (19 de abril de 1971, El Bosque, Chiapas, México) es un profesor y activista indígena mexicano. Estuvo preso durante 13 años por supuestas acciones delictivas. Fue la primera persona en ser indultada por ejecutivo federal de México por violación a sus derechos humanos en 2013.

## Biografía
Perteneciente a grupo indígena tzotzil y originario del municipio de El Bosque, en Chiapas. Fue maestro bilingüe por muchos años en su municipio de origen. Estuvo afiliado al Sindicato Nacional de Trabajadores de la Educación, Sección VII. Asimismo fue director de dos albergues escolares en el municipio de Huitiupán. Estudió seis semestres de Ciencias Sociales en la Universidad Valle del Grijalba.
Asimismo, realizó activismo dentro de su municipio en contra del presidente municipal Manuel Gómez Ruiz, a quien se acusaba de corrupción mientras la mayor parte de la población se encontraba en pobreza extrema.

### Detención
El 12 de junio de 2000 en el municipio de Simojovel, Chiapas un grupo de policías es emboscado en la carretera por un grupo armado, de lo cual resultan siete muertos: seis policías estatales y uno municipal. Sólo dos personas sobreviven a la emboscada: Belisario Gómez y Rosemberg Gómez, este último hijo del presidente municipal Manuel Gómez Ruiz y quien acusa a Alberto Patishtán como responsable de la emboscada.
Días después, el 19 de junio del mismo año, Patishtán es detenido bajo la acusación de ser partícipe en la emboscada, crimen organizado y portación de armas de uso exclusivo del ejército. Fue ingresado al CERESO Número 1 de Cerro Hueco en Tuxtla Gutiérrez. Pese a que Patishtán presentó pruebas de que el día y momento de la emboscada se encontraba dando clases, dos años después el 18 de marzo de 2002 fue condenado a 60 años de prisión.
Patishtán señaló que la acusación y la condena eran una venganza política del presidente municipal Manuel Gómez Ruiz además de que el procedimiento estuvo lleno de irregularidades jurídicas desde la detención, que se realizó sin orden de aprehensión. Ello llevó a Patishtán a comenzar una huelga de hambre de 41 días para pedir la revisión de su caso.
Dentro del penal instruyó a varios presos indígenas, enseñándoles español y promoviendo los derechos humanos dentro del reclusorio, integrándose a los grupos de presos La Voz del Amate y La Otra Campaña que simpatizaban con los grupos zapatistas.
Fuera del penal familiares y simpatizantes de Patishtán comienzan movilizaciones y manifestaciones solicitando la revisión del caso del profesor chiapaneco. En marzo de 2012 se llevó a cabo una protesta fuera del Congreso de Chiapas en donde dos indígenas se crucificaron y otros dos se cosieron los labios pidiendo la libertad de varios presos, entre estos Alberto Patishtán.
Resultado de uno de los ayunos sostenidos por el profesor Patishtán se decidió revisar su caso. Así, en 2012 la Suprema Corte de Justicia de la Nación comienza a estudiar el caso para determinar si procedía la revisión del caso en dicha instancia. El 6 de marzo, la primera sala del máximo tribunal mexicano decide no atraer el caso y remite nuevamente la jurisdicción a un tribunal federal con sede en el estado de Chiapas, en una votación de cuatro ministros contra tres. Tras tal resolución varios actores políticos se manifestaron en favor de la libertad de Alberto Patishtán: Manuel Velasco Coello, gobernador de Chiapas; y Cuauhtémoc Cárdenas, quien ya había manifestado su apoyo incluso antes de la resolución de la Corte.
Sin embargo, dicho juzgado ratificó la sentencia y negó la libertad a Patishtán el 12 de septiembre de 2013. lo que desencadenó nuevas protestas fundadas en la violación de los derechos humanos del maestro tzotzil. Amnistía Internacional llegó a recolectar 16,000 firmas en pro de su libertad, haciendo recomendaciones al estado mexicano para su inmediata liberación.

### Indulto
El 21 de octubre de 2013 el Senado de México aprueba una reforma al artículo 97 del Código Penal Federal a efectos de otorgar al presidente de la República la facultad del indultar a reos cuando se tengan pruebas de violaciones a sus derechos humanos. Posteriormente la Cámara de Diputados la aprobaría con una mayoría de 442 votos el 29 de octubre de 2013. Dichas reformas fueron publicadas en el Diario Oficial de la Federación el 30 de octubre de 2013, entrando en vigor al día siguiente.
El mismo día de su entrada en vigor, el presidente Enrique Peña Nieto hace uso de la facultad otorgada por las reformas, concediendo el indulto a Alberto Patishtán Gómez y ordenando su inmediata libertad, mediante un decreto publicado el 31 de octubre de 2013 en el Diario Oficial de la Federación.